# Harman International Industries
Harman International Industries, Inc. , comunament coneguda com Harman (estilitzada com HARMAN ), és una companyia nord-americana especialitzada en el disseny i millora de la connectivitat de vehicles, consumidors i empreses a tot el món, incloent sistemes automobilístics connectats; àudio i productes visuals, automatització d'empreses i connexió de serveis. Amb seu a Stamford, Connecticut, Harman manté operacions importants a Amèrica, Europa, així com Àsia i treballa amb més de vint marques, com Harman Kardon, JBL, AKG Acoustics, AMX LLC, Mark Levinson, Crown Audio, Infinity, JBL Professional, Lexicon, Martin, Revel, Soundcraft i Studer.
El 14 de novembre de 2016, Harman va anunciar la seva venda a la companyia sud-coreana Samsung per US$8,000 milions.

## Història
Sidney Harman i Bernard Kardon van fundar la primitiva Harman Kardon el 1953. Tots dos eren enginyers joves i havien treballat a Bogen Company, que llavors era el fabricant més important d'equips de megafonia (en anglès: " public address system ", sistemes d'àudio per a esdeveniments públics i concerts). La seva col·laboració va fer possible crear una nova indústria: l'àudio en alta fidelitat.
Harman va comprar la part del seu soci el 1956 i va expandir la companyia cap al camp de l'alta fidelitat, segons la biografia titulada Consumer Electronics Hall of Fame.

## Adquisicions i expansió
A la dècada de 1970 Harman International Industries va adquirir un important nombre d'empreses de les quals anteriorment s'havia desfet. La companyia va continuar el seu pla de creixement a la dècada de 1980, la qual cosa va empènyer Harman International a superar les vendes fins als $80 milions el 1981, que serien $200 milions el 1986 i més de $500 milions el 1989.
Harman International va començar a cotitzar a Borsa el 1986 amb una oferta pública al parquet de Nova York. Els diners efectius d'aquella venda van servir per adquirir el 1988 Soundcraft, un productor britànic de taulers professionals de barreges. Més tard va adquirir Salt Lake City, productor d'electrònica digital. Cap al 1990, Harman International posseïa una desena de marques (JBL, Harman Kardon, Infinity i Epicure, així com sistemes d'àudio professional amb marques com JBL Professional, UREI, Soundcraft, Allen & Heath, dbx, Studer, DOD, Lexicon, AKG, BSS, Orban, Quested i Turbosound).
El juliol del 2011, Harman va adquirir MWM Acoustics, una companyia especialitzada en les tecnologies de la veu i el micròfon. La combinació de MWM Acoustics, Branded Audio i AKG Automotive Microphone es convertirien en la nova companyia Embedded Audio.
El 2013 Harman va adquirir Martin Professional. Al juny de 2014, Harman va completar l'adquisició d' AMX LLC, de The Duchossois Group. El març del 2015, Harman va adquirir l'automotive divisió de Bang & Olufsen per $156 milions de dòlars. La compra no va incloure els negocis de consum de Bang & Olufsen.
El 2015, reconeixent la funció creixent del programari als seus mercats, Harman va expandir les seves compres al voltant del núvol, la mobilitat i analytics amb l'adquisició de Symphony Teleca, una companyia de serveis de programari amb seu a Mountain View, Califòrnia, i Redbend, un proveïdor israelià de tecnologia d'administració de programari per a connexions de dispositius. Amb totes aquestes companyies, Harman va formar la seva quarta divisió, denominada Connected Services .
El març del 2016, Harman va adquirir la companyia de ciberseguretat per a automòbils TowerSec. Aquesta adquisició va portar el seu camp de treball cap a tecnologies capdavanteres.

## Fons de capital inversió
Harman International Industries va sortir de l'índex NYSE el 2007 a causa de l'adquisició de l'empresa per part dels fons de KKR i Goldman Sachs Capital Partners. Coincident amb la compra, Dinesh C. Paliwal va ser contractat com a president de la companyia i CEO el juliol de 2007. Paliwal, veterà del capital inversió, ja que havia gestionat les operacions per a EE. UU. d'ABB, va posar la companyia en creixement de dos dígits. Va doblar el preu en un any i va veure millorar els seus índexs gràcies a la millora en la qualificació de companyies com Moody's o Standars & Poors. L'1 de juliol de 2008, Sidney Harman va ser substituit per Dinesh Paliwal al capdavant de l'empresa.

## Adquisició
El 14 de novembre de 2016, Harman International Industries va ser adquirit pel gegant Samsung per la quantitat de $8.000 milions de dòlars. L'interès de la sud-coreana Samsung per Harman posa sobre la taula la convergència entre els negocis relacionats amb la telefonia mòbil i l'automoció.

## Marques
- Harman Kardon - àudio
- JBL - micròfons i amplificadors
- AKG Acoustics - micròfons
- AMX - videocontrol
- Mark Levinson - audioauto
- Bang & Olufsen Automotive - connectivitat
- Becker - automoció
- BSS Àudio - àudio
- Crown International - amplificadors
- dbx, Inc. Professional Products
- DigiTech - guitarres
- HardWire - pedals de guitarra
- HiQnet - àudio
- Infinity - micròfons
- Lexicon - àudio digital
- Martin Professional - Il·luminació
- Revel - micròfons
- Selenium - amplificadors, mescladors
- S1nn GmbH & Co.
- Soundcraft - consoles de barreges
- Studer - consoles de mescla

- JBL -
- AKG Acoustics -
- AMX - videocontrol
- Mark Levinson - audioauto
- Bang & Olufsen Automotive
- Becker - automoción
- BSS Audio - audio
- Crown International -
- dbx, Inc. Professional Products
- DigiTech - guitarra
- HardWire - pedals
- HiQnet - audio
- Infinity -
- Lexicon - audio digital
- Martin Professional - Iluminació
- Revel - micrófonos
- Selenium - amplificadors
- S1nn GmbH & Co.
- Soundcraft -
- Studer - consolas

## Empleats
| Any fiscal | Total  | Amèrica del Nord | Resta del món |
| ---------- | ------ | ---------------- | ------------- |
| Mar. 2016  | 29,000 | -                | -             |
| Set. 2015  | 28,000 | -                | -             |
| 2015       | 24,197 | 6,793            | 17,404        |
| 2014       | 14,202 | 5,599            | 8,603         |
| 2013       | 12,221 | 4,509            | 7,712         |
| 2012       | 11,386 | 4,169            | 7,197         |
| 2010       | 9,816  | 3,362            | 6,454         |
| 2008       | 11,694 | 4,834            | 6,860         |
| 2007       | 11,688 | 5,611            | 6,077         |